# Évriguet
Évriguet (in bretone: Evriged) è un comune francese di 187 abitanti situato nel dipartimento del Morbihan nella regione della Bretagna.

## Società

### Evoluzione demografica
Abitanti censiti